# Havrîșivka, raionul Vinnîțea, regiunea Vinnîțea
Havrîșivka (în ucraineană Гавришівка) este o comună în raionul Vinnîțea, regiunea Vinnița, Ucraina, formată numai din satul de reședință.

## Demografie
Componența lingvistică a satului Havrîșivka
     Ucraineană (97,96%)
     Rusă (1,87%)
     Alte limbi (0,06%)
Conform recensământului din 2001, majoritatea populației satului Havrîșivka era vorbitoare de ucraineană (97,96%), existând în minoritate și vorbitori de rusă (1,87%).